# Oberperfuss
Oberperfuss ist eine Gemeinde mit 3155 Einwohnern (Stand 1. Jänner 2025) im Bezirk Innsbruck-Land in Tirol (Österreich).  Die Gemeinde liegt im Gerichtsbezirk Telfs.

## Geografie
Oberperfuss liegt im Inntal etwa 15 Kilometer westlich von Innsbruck auf einer Mittelgebirgsterrasse am Eingang des Sellraintals. Die Grenze im Südosten bildet die Melach, wo mit 660 Meter über dem Meer der niedrigste Punkt der Gemeinde liegt. Von hier steigt das Gemeindegebiet bewaldet zur etwa 800 Meter hoch gelegenen, dicht besiedelten Terrasse an. Weiter nach Westen liegen die Nördliche Sellrainer Berge, einer Untergruppe der Stubaier Alpen. Den höchsten Punkt der Gemeinde bildet der Roßkogel mit 2646 Meter.
Die Gemeinde hat eine Fläche von 15,29 Quadratkilometer. Davon sind 24 Prozent landwirtschaftliche Nutzfläche, 44 Prozent sind bewaldet, 20 Prozent Almen und 7 Prozent hochalpines Gebiet.

### Gemeindegliederung
| Katastralgemeinden     | Ortschaften in der Gemeinde |
| ---------------------- | --- |
| Oberperfuß (15,29 km²) | Oberperfuss (D) Aigen (D) Aigling (D) Au (W) Berchtesgaden (R) Bichlweg (W) Birkhof (W) Brandstatt (W) Dickicht (R) Egghof (W) Hinterburg (R) Huebe (R) Kammerland (R) Kengelscheiben (R) Schwaiger (R) Stiglreith (R) Tiefental (W) Völsesgasse (R) Wildgrube (W) Windhag (R) |
| Legende                | |

| In der Spalte Katastralgemeinden sind sämtliche Katastralgemeinden einer Gemeinde angeführt. In der Klammer ist die jeweilige Fläche in km² angegeben. |
| In der Spalte Ortschaften sind sämtliche von der Statistik Austria erfassten Siedlungen, die auch eine eigene Ortschaftskennziffer aufweisen, angeführt. In der Hierarchieebene derselben Spalte, rechts eingerückt, werden nur Ansiedlungen, die mindestens aus mehreren Häusern bestehen, dargestellt. Die wichtigsten der verwendeten Abkürzungen sind: - M = Hauptort der Gemeinde - Stt = Stadtteil - R = Rotte - W = Weiler - D = Dorf - ZH = Zerstreute Häuser - Sdlg = Siedlung - Hgr = Häusergruppe - E = Einzelgehöft (nur wenn sie eine eigene Ortschaftskennziffer haben) Die komplette Liste der Statistik Austria ist in: Topographische Siedlungskennzeichnung nach STAT Zu beachten ist, dass manche Orte unterschiedliche Schreibweisen haben können. So können sich Katastralgemeinden anders schreiben als gleichnamige Ortschaften bzw. Gemeinden. Quelle: Statistik Austria – |

### Nachbargemeinden
|                   | Ranggen                                     | Unterperfuss |
| Inzing            | Kompassrose, die auf Nachbargemeinden zeigt | Grinzens     |
| Gries im Sellrain | Sellrain                                    |              |

## Geschichte
Oberperfuss, das beweisen prähistorische Funde aus der Jungsteinzeit (Krimpenbachalm) und Eisenzeit (Scheibenbühel), kann als altes Siedlungsgebiet bezeichnet werden. Ebenso sind Funde aus der La-Tene- und der Römerzeit (Birgl) im Tiroler Landesmuseum Ferdinandeum aufbewahrt. Die erste urkundliche Erwähnung der Ortschaft stammt aus dem Jahr 1083. Damals übertrug Nortpert, Bischof von Chur, dem Kloster Habach bei Weilheim in Oberbayern u. a. ein Gut zu „Oberenperues“. Woher der Name Oberperfuss eigentlich stammt, ist bis heute nicht vollständig geklärt. Für Ortsnamenforscher ist aber klar, dass der Name als vorrömisch anzusehen ist und vielleicht auf das antike Wort *berva (‚hervorsprudelndes Wasser‘) zurückgeht.
Besitzer von Gütern in Oberperfuss waren unter anderem landesfürstliche Ämter, die Klöster Wilten, Stams und Chiemsee, verschiedene Kirchen (Hall, Kematen, Axams…) und adelige Herren, wie die Herren von Friedberg, von Kripp, von Piedenegg u. a. Politisch dürfte Oberperfuss vor dem 13. Jahrhundert der Grafschaft Unterinntal zugeordnet gewesen sein, wurde dann aber dem Gericht Hörtenberg angegliedert und gehört heute zum Gerichtsbezirk Telfs.
Das Dorf wurde 1945, eine Woche vor dem Ende des Zweiten Weltkrieges, von einer Kompanie der deutschen Wehrmacht besetzt. Der kommandierende Leutnant Hermann Mix aus Wismar ließ eigenmächtig alle Waffen vernichten, entließ alle Soldaten und versteckte sich vor der SS, die ihn danach als Saboteur verfolgte.

### Bevölkerungsentwicklung
Nach dem Inntaler Steuerbuch von 1312 lebten damals in Oberperfuss etwa 300 Bewohner aus dem bäuerlichen Stand, dazu kamen noch Handwerker und Lohnarbeiter. Um das Jahr 1600 dürften es bereits etwa 800 Einwohner gewesen sein. 
Nach der Volkszählung von 2001 lebten in der Gemeinde 2712 Menschen. Der überwiegende Teil der Bewohner sind Auspendler, vor allem in die Landeshauptstadt Innsbruck.
EinwohnerJahr5001000150020002500300035001860189019201950198020102040EinwohnerEinwohnerentwicklung von Oberperfuss

## Kultur und Sehenswürdigkeiten

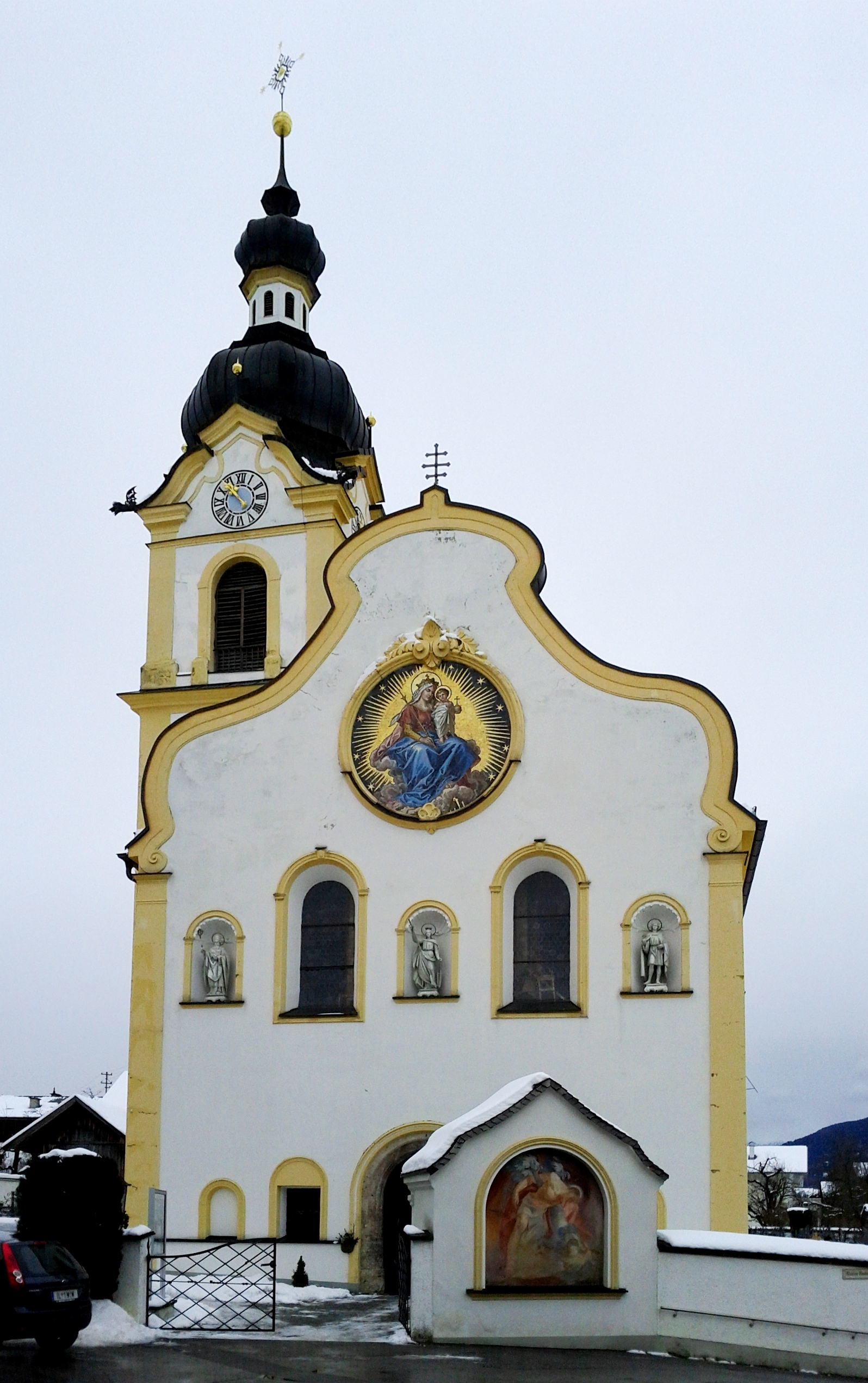
Pfarrkirche Oberperfuss

- Katholische Pfarrkirche Oberperfuss hl. Margareta in Riedl
- Filialkirche Oberperfuss hl. Josef in Aigling
- Poltenkapelle Oberperfuss in Völsergasse

## Wirtschaft und Infrastruktur

### Wirtschaftssektoren
Von den 90 landwirtschaftlichen Betrieben des Jahres 2010 wurden 24 im Haupt-, 60 im Nebenerwerb, 2 von Personengemeinschaften und 4 von juristischen Personen geführt. Diese 4 bewirtschafteten mehr als die Hälfte der Flächen. Im Produktionssektor arbeiteten 49 Erwerbstätige in der Bauwirtschaft und 19 im Bereich Herstellung von Waren. Die wichtigsten Arbeitgeber des Dienstleistungssektors waren die Bereiche soziale und öffentliche Dienste (70), freiberufliche Dienstleistungen (41), Beherbergung und Gastronomie (39), Handel (35) und Verkehr (33 Mitarbeiter).
| Wirtschaftssektor            | Anzahl Betriebe | Anzahl Betriebe | Erwerbstätige | Erwerbstätige |
| Wirtschaftssektor            | 2011            | 2001            | 2011          | 2001          |
| ---------------------------- | --------------- | --------------- | ------------- | ------------- |
| Land- und Forstwirtschaft 1) | 90              | 92              | 45            | 35            |
| Produktion                   | 28              | 18              | 68            | 63            |
| Dienstleistung               | 122             | 68              | 249           | 198           |

1) Betriebe mit Fläche in den Jahren 2010 und 1999
| Im Jahr 2021 lebten 1512 Erwerbstätige in Oberperfuss. Davon arbeiteten 260 in der Gemeinde, mehr als achtzig Prozent pendelten aus. Die Bergbahnen Oberperfuss erschließen mit drei Gondelbahnen (Mittelstation Stigelreith 1363 m; Mittelstation Sulzstich 1560 m; Bergstation Rangger Köpfl 1930 m) das Rangger Köpfl (1939 m). Im Winter stehen vier Skipisten, drei Skirouten sowie eine Rodelbahn bereit. Im Sommer bieten sich Wanderungen auf den Rosskogel (2646 m), das Kögele und das Rangger Köpfl an. Die Anzahl der jährlichen Übernachtungen lag zwischen 2011 und 2019 bei 50.000. Im Jahr 2020 sanken diese COVID-bedingt auf 30.000. | Die zur Anzeige dieser Grafik verwendete Erweiterung wurde dauerhaft deaktiviert. Wir arbeiten aktuell daran, diese und weitere betroffene Grafiken auf ein neues Format umzustellen. (Mehr dazu) |

## Politik

### Gemeinderat
Der Gemeinderat besteht aus 15 Mandataren.
| Partei                                                             | 2022    | 2022    | 2022                 | 2016  | 2016    | 2016  | 2010  | 2010    | 2010  |
| Partei                                                             | Prozent | Stimmen | Sitze im Gemeinderat | %     | Stimmen | Sitze | %     | Stimmen | Sitze |
| ------------------------------------------------------------------ | ------- | ------- | -------------------- | ----- | ------- | ----- | ----- | ------- | ----- |
| Oberperfuss Aktiv – Bürgermeisterin Johanna Obojes-Rubatscher (OA) | 42,97   | 703     | 7                    | 36,06 | 669     | 6     | 36,06 | 669     |       |
| Bürgerliste Oberperfuss (BLO)                                      | 34,54   | 565     | 5                    |       |         |       |       |         |       |
| Gemeinschaftsliste Oberperfuss, Thomas Zangerl (GLO)               | 22,49   | 368     | 3                    | 14,88 | 276     | 2     | 14,88 | 276     |       |
| Allgemeine Bürgerliste – Bgm. Ewald Spiegl                         |         |         |                      | 37,04 | 687     | 6     | 37,04 | 687     |       |
| Dorfliste - Miteinander für Oberperfuss                            |         |         |                      | 12,02 | 223     | 1     | 12,02 | 223     |       |

1) Die Partei trat bis 2016 unter dem Namen  an.

### Bürgermeister
Bei den Bürgermeisterwahlen am 14. März 2010 wurde Johanna Obojes-Rubatscher zur Bürgermeisterin gewählt. Bei den Wahlen 2016 und 2022 wurde sie als Bürgermeisterin bestätigt.

### Wappen
Das 1972 verliehene Gemeindewappen zeigt einen Globus, der je zur Hälfte als Erd- und Himmelsglobus gestaltet ist. Damit wird daran erinnert, dass gleich drei bedeutende Kartographen (Peter Anich, Blasius Hueber und Anton Kirchebner) aus Oberperfuss stammten.

### Partnergemeinden
- Partnergemeinde ist Karneid in Südtirol[17]

## Persönlichkeiten

### Söhne und Töchter der Gemeinde
- Berühmte Söhne der Gemeinde sind die „Bauernkartographen“ Peter Anich (1723–1766), Blasius Hueber (1735–1814), Anton Kirchebner (1750–1831) und Magnus Hueber (1771–1856). Das Anich-Hueber-Museum zeigt Erinnerungsstücke der Kartographen.
- Andreas Hueber (1725–1808), Kirchenbaumeister
- Johann Nepomuk Hueber (1802–1885), Maler
- Vinzenz Gasser (1809–1879), Fürstbischof von Brixen
- Franz Weber (1825–1914), Orgelbauer
- Franz Weber (1920–2001), desertierter Wehrmachtsoffizier und Nationalratsabgeordneter

### Personen mit Bezug zur Gemeinde
- Beat Feuz (* 1987), Skirennläufer
- Felix Kuen (1936–1974), Bergsteiger
- Katrin Triendl (* 1987), Skirennläuferin
- Stephanie Venier (* 1993), Skirennläuferin